# Milton (Wisconsin)
Milton es una ciudad ubicada en el condado de Rock en el estado estadounidense de Wisconsin. En el censo de 2010 tenía una población de 5.546 habitantes y una densidad poblacional de 604,89 personas por km².

## Geografía
Milton se encuentra ubicada en las coordenadas 42°46′35″N 88°57′2″O / 42.77639, -88.95056. Según la Oficina del Censo de los Estados Unidos, Milton tiene una superficie total de 9.17 km², de la cual 9.13 km² corresponden a tierra firme y (0.37%) 0.03 km² es agua.

## Demografía
Según el censo de 2010, había 5.546 personas residiendo en Milton. La densidad de población era de 604,89 hab./km². De los 5.546 habitantes, Milton estaba compuesto por el 96.02% blancos, el 0.47% eran afroamericanos, el 0.22% eran amerindios, el 1.05% eran asiáticos, el 0% eran isleños del Pacífico, el 1.12% eran de otras razas y el 1.14% pertenecían a dos o más razas. Del total de la población el 2.4% eran hispanos o latinos de cualquier raza.